# Branca (Albergaria-a-Velha)
Branca is een plaats (freguesia) in de Portugese gemeente Albergaria-a-Velha en telt 5500 inwoners (2001).